# 马秀丽
马秀丽（1971年—），女，汉族，中华人民共和国政治人物。现任中国兵器工业集团有限公司首席技师。第十四届全国政协委员。